# Freeline skates

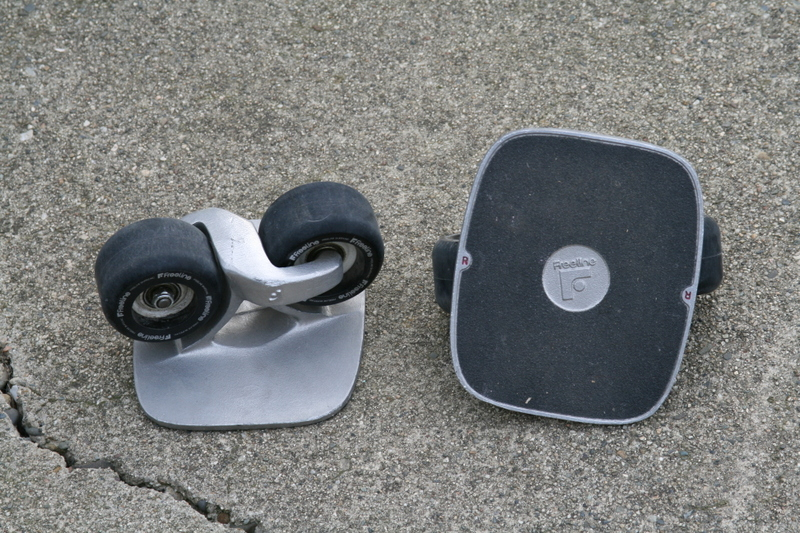

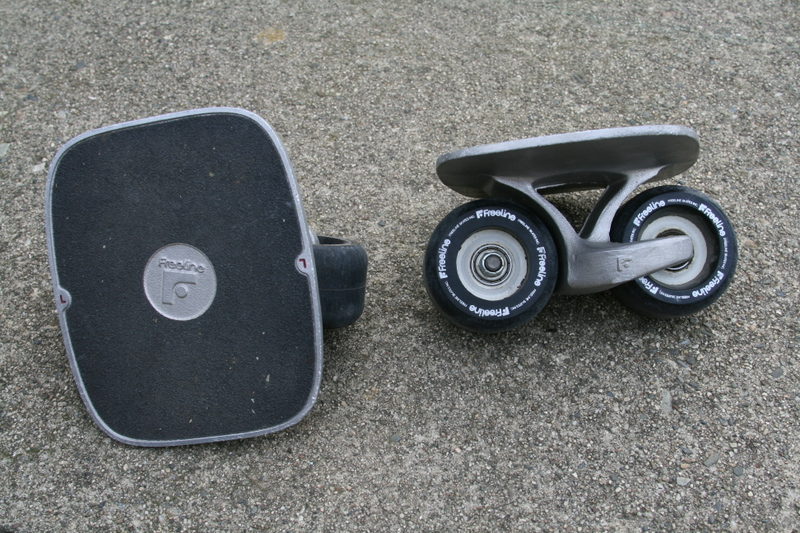

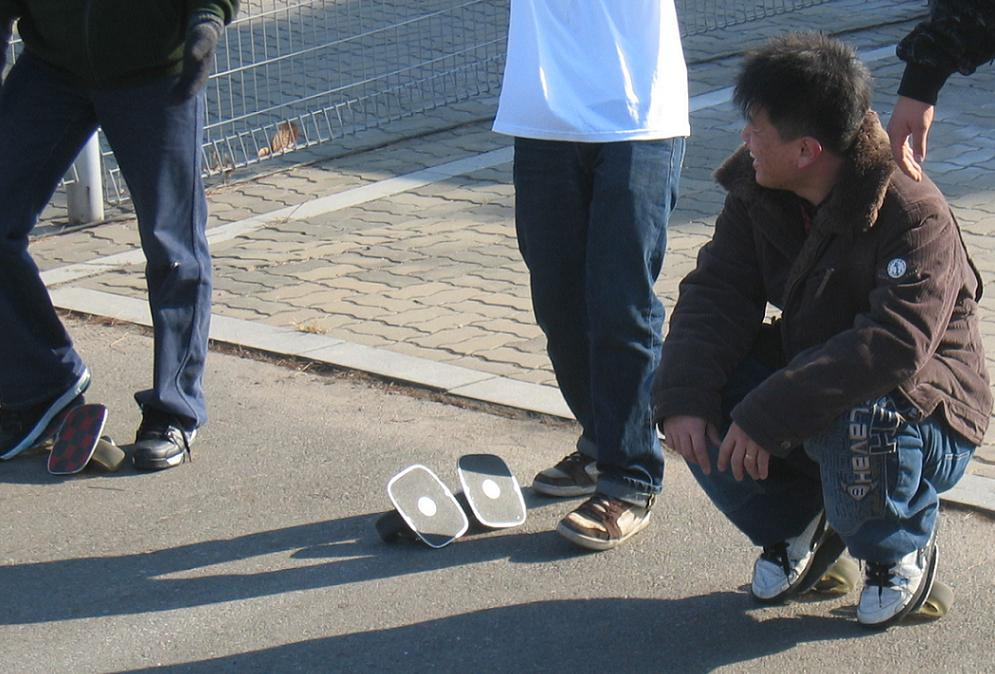
Freelineskatare i Seoul.

Freeline skates består av två små brädor/skridskor gjorda för att stå på. Freeline liknar en sorts blandning mellan inlines och skateboard, men är ett eget fenomen. Man står med en fot på vardera freeline som vid inlines, och färdriktningen är parallell med kroppen på samma sätt som med en skateboard. Acceleration skapas med en rörelse som i grunden är samma som hos inlines men i praktiken ser väldigt annorlunda ut.

## Historia
Freeline skates utvecklades 2003 i San Francisco, Kalifornien, medan grundaren Ryan Farrelly försökte utveckla ett bättre sätt för downhill skating. När han väl hade utvecklat freelineskridskon dröjde det inte länge förrän han listade ut hur man kunde åka på platt mark.

## Modeller
Det finns två versioner av de äkta freelineskridskorna samt minst en kopia:
- Freeline OG - Originalversionen, av förstärkt aluminium.
- Freeline Grom - En träversion som designades för nybörjare. Släpptes i november 2009[3].
- DriftSkates - En kopia tillverkad av en annan fabrikant.[4]